# Pipes of Peace (песня)
«Pipes of Peace» (с англ. — «Трубы мира») — песня  Пола Маккартни, заглавная песня одноимённого альбома, выпущенная синглом, возглавившим UK Singles Chart. Единственный сингл Пола Маккартни как сольного исполнителя, занявший верхнюю строчку чарта синглов. Выпущенный в декабре 1983 года и возглавивший чарт в январе 1984 года, сингл рассматривается как рождественский, чему способствовал видеоклип, посвящённый рождественскому перемирию 1914 года.

## История
Песня, наряду с ещё несколькими песнями с альбома, была записана в студии на ферме Пола Маккартни в Сассексе в сентябре-октябре 1982 года во время записи альбома Tug of War . Вместе с тем, утверждается, что работа над этой песней продолжалась до 23 июля 1983 года (по другим данным микширование состоялось 30 июня 1983 года ), из-за чего был задержан выход всего альбома.
Пол Маккартни сказал о песне следующее:
Реальность в том, по крайнем мере для меня, что ты, когда пишешь песни, которые слышат люди даже в России и подобных местах, ты обладаешь наверное какой-то властью. Так что временами было бы неплохо иметь возможность предложить кое-кому сыграть «The Pipes Of Peace» или «Ebony and Ivory»...Так пришла идея «The Pipes Of Peace» и она стала некой песней-миротворцем, а ещё меня просили написать какие-нибудь песни для международного детского общества, так что это немного детская песня тоже. Поэтому я на самом деле пытался сделать что-то совсем простое, что могло бы напоминать людям о том, что мир - это настоящая цель. Хоть мы и не выглядим так, как будто у нас когда-то это получится, но это цель! Может это и немного далёкая надежда, но где-то в будущем это случится. Я не знаю, вот художники годами просят об этом, но потом приходит Александр Македонский и даёт всем по голове. Я не уверен есть ли практическая возможность, но я не могу не напоминать об этом время от времени.
Оригинальный текст (англ.)For me, it’s really, you realise that when you do songs that people hear, even in Russia, and places like that, that maybe you’ve got… some kind of power. So occasionally, I think wouldn’t it be nice to be able to suggest to a few people to play ‘The Pipes Of Peace’ or ‘Ebony and Ivory’… So the idea for ‘Pipes Of Peace’ came, and it started being a kind of peacenik song, and also I’d been asked to write some songs for an international children’s society, so it was a bit of a children’s song too. So I was really trying to do just something very simple, that would remind people about how peace is the aim, actually! Although we don’t look like we’re doing too well ever, but it really is the aim. Maybe it’s a bit of a far off hope but somewhere down the road it will happen. I don’t know, you get the artists through the years asking for it, and then Alexander the Great coming and bopping everyone on the head! I’m not sure if it’s a practical possibility, but I can’t refrain from mentioning it occasionally.
 — 
По выходе в Великобритании песня сразу попала в чарты, стартовав с 54 позиции, 8 января 1984 года возглавила UK Singles Chart и находилась на верхней строчке две недели . Единственный сингл, занявший верхнюю строчку чарта синглов, где Пол Маккартни участвовал как сольный исполнитель. При этом в его активе имеется семнадцать таких синглов в составе The Beatles, один в составе Wings (Mull of Kintyre) и один в соавторстве со Стиви Уандером (Ebony and Ivory), а всего песни авторства Пола Маккартни были на верхней строчке чарта 25 раз.. До первого места сингл добрался также в ирландском хит-параде.
Сингл был номинирован на Премию Айвора Новелло за лучшую музыкальную лирическую композицию, но уступил песне Every Breath You Take группы The Police.

## Текст
Текст песни посвящён будущему мира для наших детей, автор говорит: «Давайте покажем им [детям], как играть на трубах [свирелях] мира» .
Строка в песне «in love our problems disappear» (с англ. — «в любви наши проблемы исчезают») является отсылкой на цитату Рабиндраната Тагора: «In love all of life’s contradictions dissolve and disappear» (с англ. — «В любви все жизненные противоречия растворяются и исчезают»), которая вынесена на обложку альбома (оформленную Линдой Маккартни). В тексте песни также цитируется фраза «burn baby burn» с англ. — «поджигай, детка, поджигай», известная в связи с бунтом чернокожих в Лос-Анджелесе в 1965 году

## Музыка
Надо признаться, «Pipes of Peace», заглавная и открывающая альбом песня, начинается довольно многообещающе. На смену резкому оркестровому вступлению приходит Маккартни, поющий близко к микрофону потрясающую мелодию поверх минималистских восходящих фортепианных аккордов. Это редкий и перехватывающий дыхание момент, лучший пример душевного и полного надежды Маккартни. Но затем это внезапно превращается во фривольную порывистую ритмичную музыку с откликающимися в унисон на каждую нескладную фразу детскими голосами. Печально, но заманчивый кусочек истинного мастерства становится в конечном итоге ещё одной глупенькой песней о любви         
Оригинальный текст (англ.)In truth, “Pipes of Peace,” the title tune and first track up, commences quite promisingly. A fanfare of orchestral dissonance gives way to a closely miked McCartney singing a luscious four-line melody over spare, ascending piano chords. It is a rare and breathtaking moment, an instance of McCartney at his soulful, hopeful best. But then it abruptly turns into a frivolous, jerky oompah tune with unison voices echoing each clumsily phrased line of baby talk that follows. Sadly, an enticing snatch of songcraft becomes, in the end, just another silly love song.
 — Rolling Stone 
Начало Pipes Of Peace напоминает оркестровые вступления The Beatles, которые есть на таких треках, как «A Day In The Life». Но вскоре начинается вокал Пола в сочетании с мягким медленным битом, басом и лёгким фортепиано, способствуя лирической передаче послания, пропагандирующего человеческое и земное единство       
Оригинальный текст (англ.)Pipes Of Peace, its own opening reminiscent of The Beatles orchestral warm ups caught on tracks like A Day In The Life. Soon though, Paul’s vocals come in with a gently plodding beat, bass, and tinkering piano, aiding to his lyrical delivery of a message promoting human and Earthly unity
 — 
Заглавная песня мелодичная и немного странная, даже если кажется что она выросла на костях других песен, таких как «Fire On High» группы ELO, «Heroes and Villains» от The Beach Boys и собственных песен Маккартни «C’Moon» и «Let ‘Em In» 
Оригинальный текст (англ.)The title track is quirky and melodic, even if it seems grafted together from the bones of other songs, including ELO’s “Fire On High,” The Beach Boys’ “Heroes And Villains,” and Macca’s own “C Moon” and “Let ‘Em In
 — 
Заглавная песня напоминает сцену из The Rutles, где персонаж Маккартни сидит за пианино, напевая бессмысленные любовные строчки своей скучающей жене...Не много обещающее начало и очень долгие четыре минуты.     
Оригинальный текст (англ.)The title track reminds of the scene in the Rutles where the McCartney character sits at a piano singing inane lines of love to his bored wife…Not a promising start, and a very long four minutes.
 — 

## Видео
На песню был снят видеоклип, повествующий о так называемом Рождественском перемирии 1914 года, когда на Западном фронте во время рождественских праздников солдаты противоборствующих держав немцы, англичане и, в меньшей степени, французы, прекращали огонь, встречались на нейтральной полосе, где вместе выпивали, обменивались подарками, рассматривали фотографии домашних и даже играли в футбол. Клип снимался в национальном заповеднике, урочище Chobham Common в графстве Суррей, с участием более чем 100 статистов и трёх съёмочных групп. Пол Маккартни, постригший для съёмок свои длинные волосы, сыграл в клипе обе главные роли: британского и немецкого солдат, подчёркивая, что все мы внутри одинаковые .
Выпущенный 12 декабря 1983 года видеоклип был признан лучшим музыкальным видео 1983 года на церемонии British Rock & Pop Awards.

## Релиз
Сингл был выпущен на 7" виниловой пластинке, некоторые варианты отличались оформлением. На второй стороне пластинки находилась соул-баллада So Bad. В США, Японии и некоторых других странах песни были поменяны местами: Pipes Of Peace находилась на второй стороне диска. В США сингл So Bad добрался до 23 строчки в Billboard Hot 100, в Канаде до 11 места в Canadian RPM Chart и третьего места в Billboard Adult Contemporary chart.

## Участники записи
- Пол Маккартни: вокал, бэк-вокал, бас-гитара, фортепиано, аранжировка. Возможно: синтезатор, ударные, шейкер, бубен [2]
- Линда Маккартни: бэк-вокал
- Эрик Стюарт: бэк-вокал
- Адриан Бретт: пан-флейта
- Джеймс Киппен: табла
- Pestalozzi Children's Village Choir:хор
- Неизвестные музыканты: валторна, струнные
- Джордж Мартин: аранжировка, продюсер
- Джефф Эмерик: инженер по микшированию, звукооператор
- Джон Джейкобс: ассистент звукооператора